# Karl Weigert
Karl Weigert (Ziębice, 19 marzo 1845 – Francoforte sul Meno, 5 agosto 1904) è stato un patologo tedesco.
Ha ricevuto la sua formazione presso le università di Berlino, Vienna e Breslavia, laureandosi nel 1868. Dopo aver partecipato alla guerra franco-prussiana come assistente chirurgo si stabilì a Breslavia, e per i successivi due anni è stato assistente di Heinrich Waldeyer; 1870-1874 di Lebert, e quindi di Cohnheim, che ha seguito a Lipsia nel 1878. Divenne assistente professore di patologia presso l'università nel 1879 . Nel 1884 fu nominato professore di anatomia patologica presso il Senkenbergsche Stiftung a Francoforte sul Meno, e ha ricevuto il titolo di "Geheimer Medizinal-Rat" nel 1899.
Weigert, assistito da Cohnheim in molte delle sue ricerche, ha scritto molto sulla colorazione dei batteri nella microscopia. Ha contribuito a numerosi saggi per riviste mediche. Tra le sue opere vi sono: "Zur Anatomie der Pocken" (Breslau, 1874); "Färbung der bactérien mit Anilinfarben" (ib 1.875.); "Nefrite" (Lipsia, 1879); "Fibrinfärbung" (1886); "Beiträge zur Kenntniss der normalen Menschlichen nevroglia" (Frankfort-on-the-Main, 1895); "Elastische Fasern" (ib. 1898).